# Атлантичний час

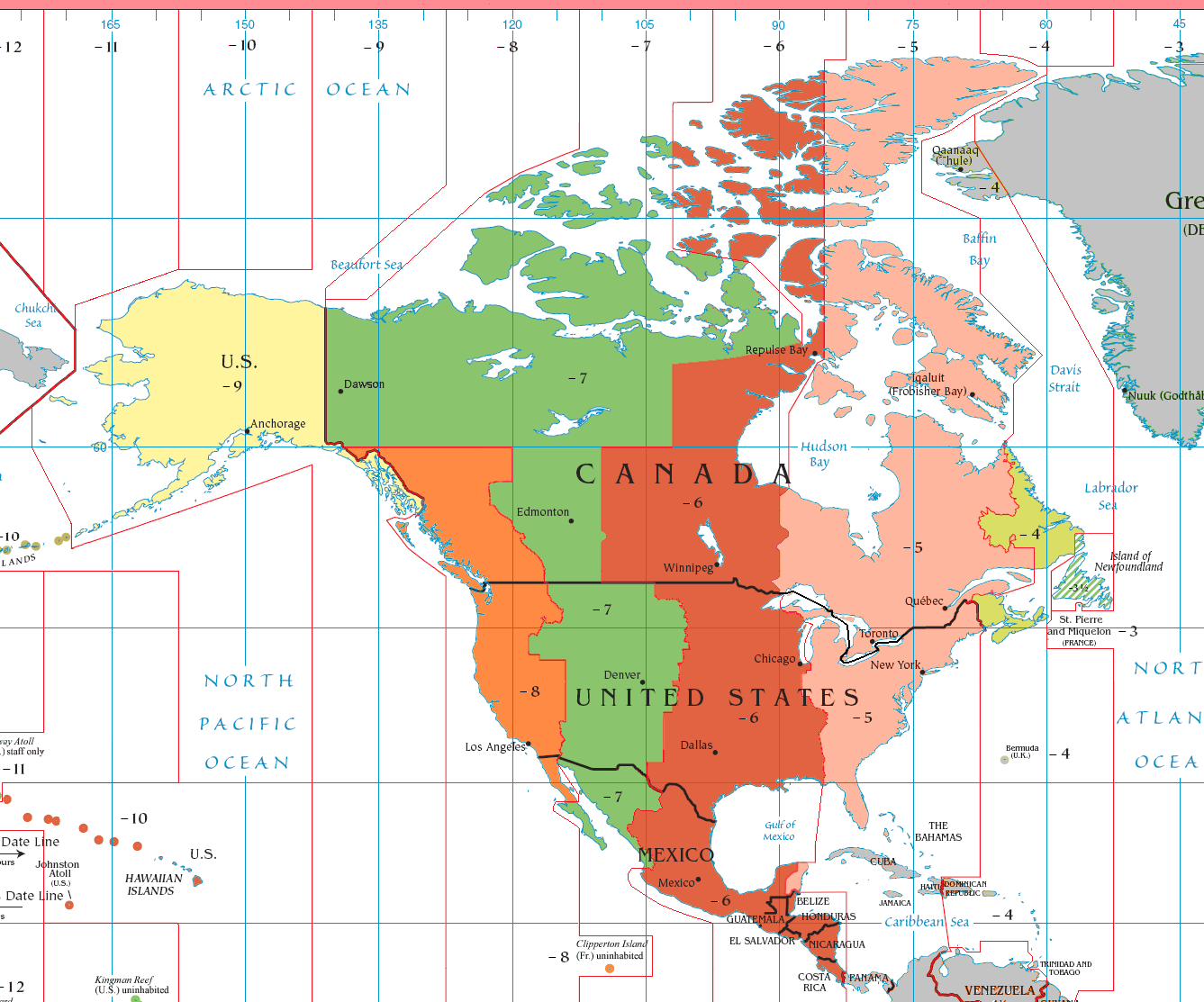
Атлантичний час (UTC−4)

Атлантичний час (англ. Atlantic Standard Time (AST)) — часовий пояс, який на -4 години відрізняється від Всесвітнього координованого часу та утворює двадцятий часовий пояс UTC−4. Упродовж літнього часу на території поясу зсув від UTC складає 3 години замість чотирьох (UTC−3), що, своєю чергою називається Атлантичним літнім часом (англ. Atlantic Daylight Time (ADT)).

## Території
- Антигуа і Барбуда (без літнього часу)
- Барбадос (без літнього часу)
- Бразилія
  - Амазонас (окрім південно-західної частини), Рондонія, Рорайма (без літнього часу)
  - Мату-Гросу, Мату-Гросу-ду-Сул
- Болівія (без літнього часу)
- Канада у:
  - Нова Шотландія
  - Нью-Брансвік
  - Острів Принца Едварда
  - більша частина Лабрадору
  - Острови Мадлен
  - Північний Берег (Квебек)
- Чилі (окрім регіону Магалланес і Антарктичної території)
- Домініка (без літнього часу)
- Домініканська Республіка (без літнього часу)
- Франція, у:
  -  Гваделупа (без літнього часу)
  -  Мартиніка (без літнього часу)
  -  Сен-Бартелемі (без літнього часу)
  -  Сен-Мартен (без літнього часу)
- Гренландія у:
  - Туле
- Гренада (без літнього часу)
- Гаяна (без літнього часу)
- Нідерланди, у:
  -  Аруба (без літнього часу)
  -  Бонайре (без літнього часу)
  -  Кюрасао (без літнього часу)
  -  Саба (без літнього часу)
  -  Сінт-Естатіус (без літнього часу)
  -  Сінт-Мартен (без літнього часу)
- Парагвай
- Сент-Кіттс і Невіс (без літнього часу)
- Сент-Люсія (без літнього часу)
- Сент-Вінсент і Гренадини (без літнього часу)
- Тринідад і Тобаго (без літнього часу)
- Британські заморські території, у:
  -  Ангілья (без літнього часу)
  -  Бермудські Острови
  -  Британські Віргінські Острови (без літнього часу)
  -  Монтсеррат (без літнього часу)
  -  Острови Теркс і Кайкос (без літнього часу)[1]
- США, у:
  -  Пуерто-Рико (без літнього часу)
  -  Американські Віргінські Острови (без літнього часу)
- Венесуела (без літнього часу)